# Kolíňany
Kolíňany – wieś i gmina (obec) w powiecie Nitra, w kraju nitrzańskim na Słowacji. Znajduje się na Nizinie Naddunajskiej u podnóża gór Trybecz, w kierunku na północny wschód od miasta Nitra. 